# Wilk w owczej skórze
Wilk w owczej skórze (ros. Волки и овцы: бееезумное превращение, Wołki i owcy: bieeezumnoje priewraszczenije) – rosyjski film animowany z 2016 roku. Wyprodukowany przez rosyjskie studio Wizart Animation. 
Premiera filmu w Rosji miała miejsce 28 kwietnia 2016 roku. 
W Polsce premiera filmu odbyła się 26 listopada 2016 roku.

## Wersja polska
Polskie słowa w usta bohaterów włożyli przodownicy pracy ze: STUDIA PRL na zlecenie KINO ŚWIAT

Reżyseria: Dariusz Błażejewski

Dialogi: Jakub Wecsile

Nagrania dialogów: Jerzy Pieniążek

Montaż dialogów: Wojciech Sławacki

Zgranie dźwięku 5.1: Jerzy Pieniążek – Studio PRL

Kierownictwo produkcji: Maciej Jastrzębski

Głosów użyczyli:
- Otar Saralidze – Szary
- Klaudiusz Kaufmann – Moz
- Jarosław Boberek – Zico
- Jakub Wieczorek – Ragir
- Bernard Lewandowski – Shia
- Weronika Łukaszewska – Lira
- Sławomir Pacek – Skinny
- Gabriela Całun – Bianka
- Anna Apostolakis – Mami
- Paweł Szczesny – Ike
- Stefan Knothe – Belgour
- Maciej Maciejewski – Hobbler

W pozostałych rolach:
- Wojciech Machnicki – Baron
- Grzegorz Pawlak – Cliff
- Miłogost Reczek – Magra
- Maciej Jachowski – Louis
- Antek Scardina – Xavi
- Adam Bauman – Bucho
- Julia Kołakowska – Leah
- Julia Trembecka – Sarabi
- Elżbieta Jędrzejewska – Marlene
- Agata Skórska
- Joanna Domańska
- Katarzyna Lech
- Maciej Małysa
- Janusz Wituch
- Dariusz Błażejewski
- Mikołaj Klimek
- Wojciech Chorąży
- Iwo Wiciński
- Borys Wiciński
- Eryk Błażejewski

i inni
Lektor: Łukasz Nowicki